# Liste der Nikon-DSLR-Kameras
Die D-Serie des japanischen Herstellers Nikon ist eine Reihe von digitalen Spiegelreflexkameras mit Bildsensoren der Größe 24 mm × 16 mm (Herstellerbezeichnung DX-Format) und 36 mm × 24 mm (Vollformat, Herstellerbezeichnung FX-Format). Die Größe eines Bildsensors bedingt im Wesentlichen auch die Verwendung geeigneter Objektive, welche wiederum für die Kamera geeignete Objektivbajonette besitzen müssen, um gegebenenfalls austauschbar zu sein.

## Geschichte
Die Reihe wurde 1999 mit dem Modell Nikon D1 in den Markt eingeführt. Diese Kameras verwenden das Nikon-F-Bajonett, welches schon das erste Spiegelreflexkameramodell des Herstellers, die Nikon F im Jahr 1959 besaß. Das Bajonett hat seither einige Erweiterungen erfahren, zum Beispiel um eine Autofokus-Funktion. Genau wie bei den früher produzierten Modellen der F-Serie sieht auch hier der Hersteller die Kameras mit aus einer Ziffer bestehenden Typenbezeichnungen als Modelle für Berufsfotografen vor. Kameras mit mehreren Ziffern, wie D80, D90, D100, D200, D300, D300s sowie D700 sind für Amateurfotografen, und die Modelle D40, D40x, D50, D60, D70, D70s sowie D3000, D3100 und D5000, D5100 für Einsteiger gedacht. Aus diesem Schema fallen die Modelle D7000 und D7100, die der Hersteller ebenfalls für Amateure vorsieht.

## Modelle
Die folgende Tabelle vergleicht generelle und technische Daten von digitalen Spiegelreflexkameras des japanischen Herstellers Nikon.
Legende:
- Es werden nur effektive Megapixel angegeben.
- Der ISO-Bereich wird ohne Bereichserweiterungen angegeben (z. B. Lo-1, Hi-1, Hi-2 etc.).
- Maximale Bildfrequenz des Basismodells (ohne Sonderzubehör, wie z. B. Batteriegriff) bei voller Auflösung im RAW-Format.
- Als Gewicht der Kamera wird nur das des Kameragehäuses angegeben (ohne Akku, Speicherkarte etc.).
- Die Maße werden in dem Format Breite × Höhe × Tiefe angegeben und auf ganze Millimeter aufgerundet.
- Die Bildpunkte des Displays sind in Anzahl Sub-Pixeln angegeben. D. h. jedes rote, grüne und blaue (ggf. weiße) Pixel wird entsprechend der Herstellerangabe separat gezählt.
- Sensor-Format: Der Hersteller Nikon bezeichnet einen Sensor im Format 24 × 36 mm als FX, einen Sensor in der Größe von ca. 16 × 24 mm als DX.
- Alle Kameras in der folgenden Tabelle nutzen das Nikon-F-Bajonett.
- Die unverbindliche Preisempfehlung (UVP) für das Kameragehäuse zum Zeitpunkt der Markteinführung. Von Nikon Österreich sind keine Zahlen verfügbar. In Klammern ist der gerundete inflationsbereinigte heutige Preis angegeben.

| Modell | Bild- prozessor | Sensor   | Sensor       | Sensor       | Sensor | Autofokus            | Autofokus | Belich- tungs- messer -Pixel | Sucher           | Sucher         | ISO | ISO       | LCD- Monitor Diagonale, (KPixel) | Speicher- medien                        | Modi       | Modi | Höchste Bildrate (Bilder/s)       | Masse (g) | Maße (mm)          | kürzeste Belich- tungs- zeit | einge- bauter Blitz | Datum der Veröffent- lichung | UVP                  | UVP        |
| Modell | Bild- prozessor | For- mat | Typ          | Her- steller | MP     | Bild- punkte         | Motor     | Belich- tungs- messer -Pixel | Flächen- deckung | Vergrö- ßerung | min | max       | LCD- Monitor Diagonale, (KPixel) | Speicher- medien                        | Live- View | Film | Höchste Bildrate (Bilder/s)       | Masse (g) | Maße (mm)          | kürzeste Belich- tungs- zeit | einge- bauter Blitz | Datum der Veröffent- lichung | DE                   | CH         |
| ------ | --------------- | -------- | ------------ | ------------ | ------ | -------------------- | --------- | ---------------------------- | ---------------- | -------------- | --- | --------- | -------------------------------- | --------------------------------------- | ---------- | ---- | --------------------------------- | --------- | ------------------ | ---------------------------- | ------------------- | ---------------------------- | -------------------- | ---------- |
| D6     | EXPEED 6        | FX       | CMOS         | Nikon        | 20.8   | 105                  | Ja        | 180.000                      | 100 %            | 0.7×           | 100 | 102.400   | 3.2″ (2359k)                     | 2 × CF oder 2 × XQD                     | Ja         | Ja   | 12/14 mit hochgeklap- tem Spiegel | 1450      | 163 × 160 × 92     | 1/8000                       | Nein                | 2020 1Q                      | 7.299 €              |            |
| D5     | EXPEED 5        | FX       | CMOS         | Nikon        | 20.8   | 153                  | Ja        | 180.000                      | 100 %            | 0.7×           | 100 | 102.400   | 3.2″ (2359k)                     | 2 × CF oder 2 × XQD                     | Ja         | Ja   | 12/14 mit hochgeklap- tem Spiegel | 1235      | 159 × 160 × 92     | 1/8000                       | Nein                | 2016 1Q                      | 6.989 €              |            |
| D4     | EXPEED 3        | FX       | CMOS         | Nikon        | 16.2   | 51                   | Ja        | 91000                        | 100 %            | 0.7×           | 100 | 12.800    | 3.2″ (921k)                      | CF, XQD                                 | Ja         | Ja   | 10                                | 1180      | 160 × 157 × 91     | 1/8000                       | Nein                | 2012 1Q                      | 5.929 €              |            |
| D4s    | EXPEED 4        | FX       | CMOS         | Nikon        | 16.2   | 51                   | Ja        | 91000                        | 100 %            | 0.7×           | 100 | 12.800    | 3.2″ (921k)                      | CF, XQD                                 | Ja         | Ja   | 10                                | 1180      | 160 × 157 × 91     | 1/8000                       | Nein                | 2014 1Q                      | 6.149 €              |            |
| D3S    | EXPEED          | FX       | CMOS         | Nikon        | 12.1   | 51                   | Ja        | 1005                         | 100 %            | 0.7×           | 200 | 12.800    | 3.0″ (921k)                      | CF (x2)                                 | Ja         | Ja   | 9                                 | 1240      | 160 × 157 × 88     | 1/8000                       | Nein                | 2009 4Q                      | 4.999 €              |            |
| D3     | EXPEED          | FX       | CMOS         | Nikon        | 12.1   | 51                   | Ja        | 1005                         | 100 %            | 0.7×           | 200 | 6400      | 3.0″ (921k)                      | CF, MicroDrive (x2)                     | Ja         | Nein | 9                                 | 1240      | 160 × 157 × 88     | 1/8000                       | Nein                | 2007 3Q                      | 4.849 €              |            |
| D3X    | EXPEED          | FX       | CMOS         | Sony         | 24.5   | 51                   | Ja        | 1005                         | 100 %            | 0.7×           | 100 | 1600      | 3.0″ (921k)                      | CF, MicroDrive (x2)                     | Ja         | Nein | 5                                 | 1220      | 160 × 157 × 88     | 1/8000                       | Nein                | 2008 4Q                      | 6.999 €              |            |
| D2Xs   | -               | DX       | CMOS         | Sony         | 12.4   | 11                   | Ja        | 1005                         | 100 %            | 0.86×          | 100 | 800       | 2.5″ (230k)                      | CF, MicroDrive                          | Nein       | Nein | 5                                 | 1070      | 158 × 150 × 86     | 1/8000                       | Nein                | 2006 2Q                      | 5.069 €              |            |
| D2X    | -               | DX       | CMOS         | Sony         | 12.4   | 11                   | Ja        | 1005                         | 100 %            | 0.86×          | 100 | 800       | 2.5″ (235k)                      | CF, MicroDrive                          | Nein       | Nein | 5                                 | 1070      | 158 × 150 × 86     | 1/8000                       | Nein                | 2004 3Q                      | 2.800 €              |            |
| D1X    | -               | DX       | CCD          | Sony         | 5.3    | 5                    | Ja        | 1005                         | 96 %             | 0.8×           | 125 | 800       | 2.0″ (130k)                      | CF, MicroDrive                          | Nein       | Nein | 9                                 | 1100      | 157 × 153 × 85     | 1/16000                      | Nein                | 2001 1Q                      | 14.500 DM (11.470 €) |            |
| D1     | -               | DX       | CCD          | Sony         | 2.66   | 5                    | Ja        | 1005                         | 96 %             | 0.8×           | 100 | 800       | 2.0″ (114k)                      | CF                                      | Nein       | Nein | 4.5                               | 1100      | 157 × 153 × 86     | 1/16000                      | Nein                | 1999 2Q                      | 9.999 DM (8.180 €)   |            |
| D2Hs   | -               | DX       | JFET- LBCAST | Nikon        | 4.1    | 11                   | Ja        | 1005                         | 100 %            | 0.86×          | 200 | 1600      | 2.5″ (232k)                      | CF, MicroDrive                          | Nein       | Nein | 8                                 | 1070      | 158 × 150 × 86     | 1/8000                       |                     | 2005 1Q                      | 3.499 €              |            |
| D2H    | -               | DX       | JFET- LBCAST | Nikon        | 4.1    | 11                   | Ja        | 1005                         | 100 %            | 0.86×          | 200 | 1600      | 2.5″ (211k)                      | CF, MicroDrive                          | Nein       | Nein | 9                                 | 1070      | 158 × 150 × 86     | 1/8000                       |                     | 2003 4Q                      | ≈ 4.000 €            |            |
| D1H    | -               | DX       | CCD          | Sony         | 2.7    | 5                    | Ja        | 1005                         | 96 %             | 0.8×           | 200 | 1600      | 2.0″ (130k)                      | CF, MicroDrive                          | Nein       | Nein | 5                                 | 1100      | 157 × 153 × 86     | 1/16000                      |                     | 2001 1Q                      | 10.600 DM (8.380 €)  |            |
| D850   | EXPEED 5        | FX       | CMOS         | Sony         | 45.7   | 153                  | Ja        | 180.000                      | 100 %            | 0.75×          | 64  | 25.600    | 3.2″ (2.359k)                    | SD, XQD                                 | Ja         | Ja   | 7/9 mit BG                        | 915       | 146 × 124 × 78,5   | 1/8000                       | Nein                | 2017 3Q                      | 3.799 €              |            |
| D810   | EXPEED 4        | FX       | CMOS         | Sony         | 36.3   | 51                   | Ja        | 91000                        | 100 %            | 0.7×           | 64  | 12.800    | 3.2″ (1229k)                     | CF, SD                                  | Ja         | Ja   | 4                                 | 980       | 146 × 123 × 82     | 1/8000                       | Ja                  | 2014 3Q                      | 3.229 €              |            |
| D800   | EXPEED 3        | FX       | CMOS         | Sony         | 36.3   | 51                   | Ja        | 91000                        | 100 %            | 0.7×           | 100 | 6400      | 3.2″ (921k)                      | CF, SD                                  | Ja         | Ja   | 4/6 mit BG                        | 900       | 145 × 122 × 81     | 1/8000                       | Ja                  | 2012 1Q                      | 2.899 €              |            |
| D780   | EXPEED 6        | FX       | CMOS         | Nikon        | 24.3   | 51(273 im Live-View) | Ja        | 91000                        | 100 %            | 0.7×           | 100 | 51.200    | 3.2″ (2359k)                     | SD/SDHC/SDXC (×2)                       | Ja         | Ja   | 7 / 12 (Silent Live-View)         | 755       | 143.5 × 115.5 × 76 | 1/8000                       | Nein                | 2020 1Q                      | 2.499 €              | 2.799 SFr  |
| D750   | EXPEED 4        | FX       | CMOS         | Nikon        | 24.3   | 51                   | Ja        | 91000                        | 100 %            | 0.7×           | 100 | 12.800    | 3.2″ (1229k)                     | SD/SDHC/SDXC (×2)                       | Ja         | Ja   | 6.5                               | 840       | 113 × 140 × 78     | 1/4000                       | Ja                  | 2014 4Q                      | 2.149 €              | 2.528 SFr  |
| D700   | EXPEED          | FX       | CMOS         | Nikon        | 12.1   | 51                   | Ja        | 1005                         | 100 %            | 0.7×           | 200 | 6400      | 3.0″ (921k)                      | CF                                      | Ja         | Nein | 5                                 | 995       | 147 × 123 × 77     | 1/8000                       | Ja                  | 2008 3Q                      | 2.599 €              |            |
| Df     | EXPEED 3        | FX       | CMOS         | Nikon        | 16.2   | 39                   | Ja        | 2016                         | 100 %            | 0.7×           | 100 | 12.800    | 3.2″ (921k)                      | SD/SDHC/SDXC                            | Ja         | Nein | 5.5                               | 710       | 144 × 110 × 67     | 1/4000                       | Nein                | 2013 4Q                      | 2.999 €              |            |
| D610   | EXPEED 3        | FX       | CMOS         | Sony         | 24.3   | 39                   | Ja        | 2016                         | 100 %            | 0.7×           | 100 | 6400      | 3.2″ (921k)                      | SD/SDHC/SDXC (×2)                       | Ja         | Ja   | 6                                 | 760       | 141 × 113 × 82     | 1/4000                       | Ja                  | 2013 3Q                      | 1.949 €              |            |
| D600   | EXPEED 3        | FX       | CMOS         | Sony         | 24.3   | 39                   | Ja        | 2016                         | 100 %            | 0.7×           | 100 | 6400      | 3.2″ (921k)                      | SD/SDHC/SDXC (×2)                       | Ja         | Ja   | 5.5                               | 760       | 141 × 113 × 82     | 1/4000                       | Ja                  | 2012 3Q                      | 2.149 €              |            |
| D500   | EXPEED 5        | DX       | CMOS         | Nikon        | 20.9   | 153                  | Ja        | 180.000                      | 100 %            | 0.7×           | 100 | 51.200    | 3.2″ (2359k)                     | SD, SDHC, SDXC (UHS-II-kompatibel), XQD | Ja         | Ja   | 10                                | 860       | 115 × 147 × 81     | 1/8000                       |                     | 2016 1Q                      | 2.329 €              |            |
| D300S  | EXPEED          | DX       | CMOS         | Sony         | 12.3   | 51                   | Ja        | 1005                         | 100 %            | 0.94×          | 200 | 3200      | 3.0″ (921k)                      | CF, SD, SDHC                            | Ja         | Ja   | 7                                 | 840       | 147 × 114 × 74     | 1/8000                       | Ja                  | 2009 3Q                      | 1.829 €              |            |
| D300   | EXPEED          | DX       | CMOS         | Sony         | 12.3   | 51                   | Ja        | 1005                         | 100 %            | 0.94×          | 200 | 3200      | 3.0″ (921k)                      | CF, MicroDrive                          | Ja         | Nein | 6                                 | 825       | 147 × 114 × 74     | 1/8000                       | Ja                  | 2007 3Q                      | 1.829 €              |            |
| D200   | -               | DX       | CCD          | Sony         | 10.2   | 11                   | Ja        | 1005                         | 95 %             | 0.94×          | 100 | 1600      | 2.5″ (230k)                      | CF, MicroDrive                          | Nein       | Nein | 5                                 | 830       | 147 × 113 × 74     |                              |                     | 2005 4Q                      | 1.699 €              |            |
| D100   | -               | DX       | CCD          | Sony         | 6.1    | 5                    | Ja        | 1005                         | 95 %             | 0.8×           | 200 | 1600      | 1.8″ (118k)                      | CF, MicroDrive                          | Nein       | Nein | 3                                 | 700       | 115 × 117 × 81     |                              |                     | 2002 1Q                      | 4.999 €              |            |
| D7500  | EXPEED 5        | DX       | CMOS         | Toshiba      | 20.6   | 51                   | Ja        | 180.000                      | 97 %             | 0.94×          | 50  | 1.640.000 | 3.2″ (922k)                      | SD/SDHC/SDXC                            | Ja         | Ja   | 8                                 | 720       | 104 × 135,5 × 72,5 |                              | Ja                  | 2017 2Q                      | 1.499 €              |            |
| D7200  | EXPEED 4        | DX       | CMOS         | Toshiba      | 24.2   | 51                   | Ja        | 2016                         | 100 %            | 0.94×          | 100 | 25.600    | 3.2″ (1229k)                     | SD/SDHC/SDXC (×2)                       | Ja         | Ja   | 6                                 | 675       | 136 × 107 × 76     | 1/8000                       | Ja                  | 2015 1Q                      | 1.179 €              | 1.378 SFr. |
| D7100  | EXPEED 3        | DX       | CMOS         | Toshiba      | 24.1   | 51                   | Ja        | 2016                         | 100 %            | 0.94×          | 100 | 25.600    | 3.2″ (1229k)                     | SD/SDHC/SDXC (×2)                       | Ja         | Ja   | 5                                 | 675       | 136 × 107 × 76     |                              | Ja                  | 2013 1Q                      | 1.949 €              |            |
| D7000  | EXPEED 2        | DX       | CMOS         | Sony         | 16.2   | 39                   | Ja        | 2016                         | 100 %            | 0.94×          | 100 | 6400      | 3.0″ (921k)                      | SD/SDHC/SDXC (×2)                       | Ja         | Ja   | 5                                 | 690       | 132 × 103 × 77     |                              | Ja                  | 2010 3Q                      | 1.189 €              |            |
| D90    | EXPEED          | DX       | CMOS         | Sony         | 12.3   | 11                   | Ja        | 420                          | 96 %             | 0.94×          | 200 | 3200      | 3.0″ (921k)                      | SD, SDHC                                | Ja         | Ja   | 4.5                               | 620       | 132 × 103 × 77     |                              | Ja                  | 2008 3Q                      | 969 €                | 1.598 SFr  |
| D80    | -               | DX       | CCD          | Sony         | 10.2   | 11                   | Ja        | 420                          | 95 %             | 0.94×          | 100 | 1600      | 2.5″ (230k)                      | SD, SDHC                                | Nein       | Nein | 3                                 | 585       | 132 × 103 × 77     |                              |                     | 2006 3Q                      | 969 €                |            |
| D70s   | -               | DX       | CCD          | Sony         | 6.1    | 5                    | Ja        | 1005                         | 95 %             | 0.75×          | 200 | 1600      | 2.0″ (130k)                      | CF, MicroDrive                          | Nein       | Nein | 3                                 | 600       | 140 × 111 × 78     | 1/8000                       | Ja                  | 2005 2Q                      | 969 €                |            |
| D70    | -               | DX       | CCD          | Sony         | 6.1    | 5                    | Ja        | 1005                         | 95 %             | 0.75×          | 200 | 1600      | 1.8″ (130k)                      | CF, MicroDrive                          | Nein       | Nein | 3                                 | 595       | 140 × 112 × 79     |                              |                     | 2004 1Q                      | 1.099 €              |            |
| D5600  | EXPEED 4        | DX       | CMOS         | Sony         | 24.2   | 39                   | Nein      | 2016                         | 95 %             | 0.82×          | 100 | 25.600    | 3.2″ (1037k)                     | SD, SDHC, SDXC                          | Ja         | Ja   | 5                                 | 480       | 97 × 124 × 70      |                              |                     | 2016 4Q                      |                      |            |
| D5500  | EXPEED 4        | DX       | CMOS         | Sony         | 24.2   | 39                   | Nein      | 2015                         | 95 %             | 0.82×          | 100 | 12.800    | 3.2″ (1037k)                     | SD, SDHC, SDXC                          | Ja         | Ja   | 5                                 | 480       | 97 × 124 × 70      |                              |                     | 2015 1Q                      |                      |            |
| D5300  | EXPEED 4        | DX       | CMOS         | Sony         | 24.1   | 39                   | Nein      | 2016                         | 95 %             | 0.82×          | 100 | 12.800    | 3.2″ (1037k)                     | SD, SDHC, SDXC                          | Ja         | Ja   | 5                                 | 480       | 125 × 98 × 76      |                              |                     | 2013 4Q                      | 809 €                |            |
| D5200  | EXPEED 3        | DX       | CMOS         | Toshiba      | 24.1   | 39                   | Nein      | 2016                         | 95 %             | 0.78×          | 100 | 6400      | 3″ (921k)                        | SD, SDHC, SDXC                          | Ja         | Ja   | 5                                 | 550       | 129 × 98 × 78      |                              |                     | 2012 4Q                      | 809 €                |            |
| D5100  | EXPEED 2        | DX       | CMOS         | Sony         | 16.2   | 11                   | Nein      | 420                          | 95 %             | 0.78×          | 100 | 6400      | 3.0″ (921k)                      | SD, SDHC, SDXC                          | Ja         | Ja   | 4                                 | 510       | 127 × 97 × 79      |                              |                     | 2011 2Q                      | 699 €                |            |
| D5000  | EXPEED          | DX       | CMOS         | Sony         | 12.3   | 11                   | Nein      | 420                          | 95 %             | 0.78×          | 200 | 3200      | 2.7″ (230k)                      | SD, SDHC                                | Ja         | Ja   | 4                                 | 560       | 127 × 104 × 80     |                              |                     | 2009 2Q                      | 749 €                |            |
| D60    | EXPEED          | DX       | CCD          | Sony         | 10.2   | 3                    | Nein      | 420                          | 95 %             | 0.8×           | 100 | 1600      | 2.5″ (230k)                      | SD, SDHC                                | Nein       | Nein | 3                                 | 495       | 126 × 94 × 64      |                              |                     | 2008 1Q                      | 759 €                |            |
| D40X   | -               | DX       | CCD          | Sony         | 10.2   | 3                    | Nein      | 420                          | 95 %             | 0.8×           | 100 | 1600      | 2.5″ (230k)                      | SD, SDHC                                | Nein       | Nein | 3                                 | 495       | 126 × 94 × 64      |                              |                     | 2007 2Q                      | 859 €                |            |
| D50    | -               | DX       | CCD          | Sony         | 6.1    | 5                    | Ja        | 420                          | 95 %             | 0.75×          | 200 | 1600      | 2.0″ (130k)                      | SD                                      | Nein       | Nein | 2.5                               | 540       | 133 × 102 × 76     |                              |                     | 2005 2Q                      | 749 €                |            |
| D3500  | EXPEED 4        | DX       | CMOS         | Nikon        | 24.2   | 11                   | Nein      | 420                          | 95 %             | 0.85×          | 100 | 6400      | 3.0″ (921k)                      | SD, SDHC, SDXC                          | Ja         | Ja   | 5                                 | 415       | 124 × 97 × 69,5    |                              |                     | 2018 3Q                      | 499 €                | -          |
| D3400  | EXPEED 4        | DX       | CMOS         | Nikon        | 24.2   | 11                   | Nein      | 420                          | 95 %             | 0.85×          | 100 | 6400      | 3.0″ (921k)                      | SD, SDHC, SDXC                          | Ja         | Ja   | 5                                 | 445       | 124 × 98 × 76      |                              |                     | 2016 3Q                      | 499 €                |            |
| D3300  | EXPEED 4        | DX       | CMOS         | Nikon        | 24.2   | 11                   | Nein      | 420                          | 95 %             | 0.85×          | 100 | 6400      | 3.0″ (921k)                      | SD, SDHC, SDXC                          | Ja         | Ja   | 5                                 | 460       | 124 × 98 × 76      |                              |                     | 2014 2Q                      | 599 €                |            |
| D3200  | EXPEED 3        | DX       | CMOS         | Nikon        | 24.2   | 11                   | Nein      | 420                          | 95 %             | 0.8×           | 100 | 6400      | 3.0″ (921k)                      | SD, SDHC, SDXC                          | Ja         | Ja   | 4                                 | 455       | 125 × 96 × 77      |                              |                     | 2012 2Q                      | 599 €                |            |
| D3100  | EXPEED 2        | DX       | CMOS         | Nikon        | 14.2   | 11                   | Nein      | 420                          | 95 %             | 0.8×           | 100 | 3200      | 3.0″ (230k)                      | SD, SDHC, SDXC                          | Ja         | Ja   | 3                                 | 455       | 125 × 97 × 74      |                              |                     | 2010 3Q                      | 649 €                |            |
| D3000  | EXPEED          | DX       | CCD          | Sony         | 10.2   | 11                   | Nein      | 420                          | 95 %             | 0.8×           | 100 | 1600      | 3.0″ (230k)                      | SD, SDHC                                | Nein       | Nein | 3                                 | 485       | 126 × 94 × 64      |                              |                     | 2009 3Q                      | 449 €                |            |
| D40    | -               | DX       | CCD          | Sony         | 6.1    | 3                    | Nein      | 420                          | 95 %             | 0.8×           | 200 | 1600      | 2.5″ (230k)                      | SD, SDHC                                | Nein       | Nein | 2.5                               | 475       | 126 × 94 × 64      |                              |                     | 2006 4Q                      | 859 €                |            |
| Modell | Bild- prozessor | Sensor   | Sensor       | Sensor       | Sensor | Autofokus            | Autofokus | Belich- tungs- messer -Pixel | Sucher           | Sucher         | ISO | ISO       | LCD- Monitor Diagonale, (KPixel) | Speicher- medien                        | Modi       | Modi | Höchste Bildrate (Bilder/s)       | Masse (g) | Maße (mm)          | kürzeste Belich- tungs- zeit | einge- bauter Blitz | Datum der Veröffent- lichung | UVP                  | UVP        |
| Modell | Bild- prozessor | For- mat | Typ          | Her- steller | MP     | Bild- punkte         | Motor     | Belich- tungs- messer -Pixel | Flächen- deckung | Vergrö- ßerung | min | max       | LCD- Monitor Diagonale, (KPixel) | Speicher- medien                        | Live- View | Film | Höchste Bildrate (Bilder/s)       | Masse (g) | Maße (mm)          | kürzeste Belich- tungs- zeit | einge- bauter Blitz | Datum der Veröffent- lichung | DE                   | CH         |

Anmerkungen:
1. ↑  mit Basis-Softwarepaket, Akku, Ladegerät und Datenkabel
2. ↑  11.499 DM (heute inflationsbereinigt ca. 9.410 €) als Basic-Set mit Akku, Ladegerät, einer 64 MB Speicherkarte sowie der View-DX Software
3. ↑  für die Kamera mit Basis-Softwarepaket, Akku und Ladegerät – aber ohne Netzteil und Datenkabel
4. ↑  zusammen mit einem lichtstarken 50 mm Objektiv
5. 1 2 3 4  zusammen mit einem 18 - 55 mm Zoomobjektiv

## Zeitleiste
|                       | 1999 | 1999 | 1999 | 2000 | 2000 | 2000 | 2000 | 2001 | 2001 | 2001 | 2001 | 2002 | 2002 | 2002 | 2002 | 2003 | 2003 | 2003 | 2003 | 2004 | 2004 | 2004 | 2004 | 2005 | 2005 | 2005 | 2005 | 2006 | 2006 | 2006 | 2006 | 2007 | 2007 | 2007 | 2007 | 2008 | 2008 | 2008 | 2008 | 2009 | 2009 | 2009 | 2009 | 2010 | 2010 | 2010 | 2010 | 2011 | 2011 | 2011 | 2011 | 2012 | 2012 | 2012 | 2012 | 2013 | 2013 | 2013 | 2013 | 2014 | 2014 | 2014 | 2014 | 2015 | 2015 | 2015 | 2015 | 2016 | 2016 | 2016 | 2016 | 2017 | 2017 | 2017 | 2017 | 2018 | 2018 | 2018 | 2018 | 2019 | 2019 | 2019 | 2019 | 2020 | 2020 | 2020 | 2020 | 2021 | 2021 | 2021 | 2021 | 2022 | 2022 | 2022 | 2022 |
| --------------------- | --- | --- | --- | --- | --- | --- | --- | --- | --- | --- | --- | --- | --- | --- | --- | --- | --- | --- | --- | --- | --- | --- | --- | --- | --- | --- | --- | --- | --- | --- | --- | --- | --- | --- | --- | --- | --- | --- | --- | --- | --- | --- | --- | --- | --- | --- | --- | --- | --- | --- | --- | --- | --- | --- | --- | --- | --- | --- | --- | --- | --- | --- | --- | --- | --- | --- | --- | --- | --- | --- | --- | --- | --- | --- | --- | --- | --- | --- | --- | --- | --- | --- | --- | --- | --- | --- | --- | --- | --- | --- | --- | --- | --- | --- | --- |
| Professionell         | D1 | D1 | D1 | D1 | D1 | D1 | D1 | D1X | D1X | D1X | D1X | D1X | D1X | D1X | D1X | D1X | D1X | D1X | D1X | D1X | D1X | D2X | D2X | D2X | D2X | D2X | D2X | D2X | D2Xs | D2Xs | D2Xs | D2Xs | D2Xs | | | | | | D3X | D3X | D3X | D3X | D3X | D3X | D3X | D3X | D3X | D3X | D3X | D3X | D3X | D3X | D3X | | | | | | | | | | | | | | | | D5 | D5 | D5 | D5 | D5 | D5 | D5 | D5 | D5 | D5 | D5 | D5 | D5 | D5 | D5 | D6 | D6 | D6 | D6 | D6 | D6 | D6 | D6 | D6 | D6 | D6 | D6 |
| Professionell         | | | | | | | | D1H | D1H | D1H | D1H | D1H | D1H | D1H | D1H | D1H | D1H | D2H | D2H | D2H | D2H | D2H | D2H | D2Hs | D2Hs | D2Hs | D2Hs | D2Hs | D2Hs | D2Hs | D2Hs | D2Hs | D2Hs | D3 | D3 | D3 | D3 | D3 | D3 | D3 | D3 | D3 | D3S | D3S | D3S | D3S | D3S | D3S | D3S | D3S | D3S | D4 | D4 | D4 | D4 | D4 | D4 | D4 | D4 | D4S | D4S | D4S | D4S | D4S | D4S | D4S | D4S | D4S | | | | | | | | | | | | | | | | | | | | | | | | | | | |
| Oberklasse            | | | | | | | | | | | | | | | | | | | | | | | | | | | | | | | | | | | | | | | | | | | | | | | | | | | | D800 / D800E | D800 / D800E | D800 / D800E | D800 / D800E | D800 / D800E | D800 / D800E | D800 / D800E | D800 / D800E | D800 / D800E | D810 / D810A | D810 / D810A | D810 / D810A | D810 / D810A | D810 / D810A | D810 / D810A | D810 / D810A | D810 / D810A | D810 / D810A | D810 / D810A | D810 / D810A | D810 / D810A | D810 / D810A | D810 / D810A | D850 | D850 | D850 | D850 | D850 | D850 | D850 | D850 | D850 | D850 | D850 | D850 | D850 | D850 | D850 | D850 | D850 | D850 | D850 | D850 | D850 |
| Oberklasse            | | | | | | | | | | | | | | | | | | | | | | | | | | | | | | | | | | | | | | | | | | | | | | | | | | | | | | | | | | Df | | | | | | | | | | | | | | | | | | | | | | | | | | | | | | | | | | | | | |
| Fortgeschritten       | | | | | | | | | | | | | | | | | | | | | | | | | | | | | | | | | | | | | | D700 | D700 | D700 | D700 | D700 | D700 | D700 | D700 | D700 | D700 | D700 | D700 | D700 | D700 | D700 | D700 | D700 | | | | | | | | D750 | D750 | D750 | D750 | D750 | D750 | D750 | D750 | D750 | D750 | D750 | D750 | D750 | D750 | D750 | D750 | D750 | D750 | D750 | D750 | D750 | D750 | D780 | D780 | D780 | D780 | D780 | D780 | D780 | D780 | D780 | D780 | D780 | D780 |
| Fortgeschritten       | | | | | | | | | | | | D100 | D100 | D100 | D100 | D100 | D100 | D100 | D100 | D100 | D100 | D100 | D100 | D100 | D100 | D100 | D200 | D200 | D200 | D200 | D200 | D200 | D200 | D300 | D300 | D300 | D300 | D300 | D300 | D300 | D300 | D300S | D300S | D300S | D300S | D300S | D300S | D300S | D300S | D300S | D300S | D300S | D300S | D300S | D300S | D300S | D300S | D300S | D300S | D300S | D300S | | | | | | | | D500 | D500 | D500 | D500 | D500 | D500 | D500 | D500 | D500 | D500 | D500 | D500 | D500 | D500 | D500 | D500 | D500 | D500 | D500 | D500 | D500 | D500 | D500 | D500 | | | |
| Mittelklasse          | | | | | | | | | | | | | | | | | | | | | | | | | | | | | | | | | | | | | | | | | | | | | | | | | | | | | | D600 | D600 | D600 | D600 | D600 | D610 | D610 | D610 | D610 | D610 | D610 | D610 | D610 | D610 | D610 | D610 | D610 | D610 | D610 | D610 | D610 | D610 | D610 | D610 | D610 | D610 | D610 | D610 | D610 | D610 | | | | | | | | | | | | |
| Mittelklasse          | | | | | | | | | | | | | | | | | | | | D70 | D70 | D70 | D70 | D70 | D70s | D70s | D70s | D70s | D70s | D80 | D80 | D80 | D80 | D80 | D80 | D80 | D80 | D90 | D90 | D90 | D90 | D90 | D90 | D90 | D90 | D7000 | D7000 | D7000 | D7000 | D7000 | D7000 | D7000 | D7000 | D7000 | D7000 | D7000 | D7100 | D7100 | D7100 | D7100 | D7100 | D7100 | D7100 | D7200 | D7200 | D7200 | D7200 | D7200 | D7200 | D7200 | D7200 | D7200 | D7500 | D7500 | D7500 | D7500 | D7500 | D7500 | D7500 | D7500 | D7500 | D7500 | D7500 | D7500 | D7500 | D7500 | D7500 | D7500 | D7500 | D7500 | D7500 | D7500 | D7500 | D7500 | D7500 |
| Obere Einstiegsklasse | | | | | | | | | | | | | | | | | | | | | | | | | D50 | D50 | D50 | D50 | D50 | D50 | | | D40X | D40X | D40X | D60 | D60 | D60 | D60 | D60 | D5000 | D5000 | D5000 | D5000 | D5000 | D5000 | D5000 | D5000 | D5100 | D5100 | D5100 | D5100 | D5100 | D5100 | D5200 | D5200 | D5200 | D5200 | D5300 | D5300 | D5300 | D5300 | D5300 | D5500 | D5500 | D5500 | D5500 | D5500 | D5500 | D5500 | D5600 | D5600 | D5600 | D5600 | D5600 | D5600 | D5600 | D5600 | D5600 | D5600 | D5600 | D5600 | D5600 | D5600 | D5600 | D5600 | D5600 | D5600 | D5600 | D5600 | D5600 | D5600 | D5600 | | |
| Einstiegsklasse       | | | | | | | | | | | | | | | | | | | | | | | | | | | | | | | D40 | D40 | D40 | D40 | D40 | D40 | D40 | D40 | D40 | D40 | | D3000 | D3000 | D3000 | D3000 | D3100 | D3100 | D3100 | D3100 | D3100 | D3100 | D3100 | D3200 | D3200 | D3200 | D3200 | D3200 | D3200 | D3200 | D3300 | D3300 | D3300 | D3300 | D3300 | D3300 | D3300 | D3300 | D3300 | D3300 | D3400 | D3400 | D3400 | D3400 | D3400 | D3400 | D3400 | D3400 | D3500 | D3500 | D3500 | D3500 | D3500 | D3500 | D3500 | D3500 | D3500 | D3500 | D3500 | D3500 | D3500 | D3500 | D3500 | D3500 | | |
| Frühe Modelle         | Nikon SVC (Prototyp; 1986) Nikon QV-1000C (1988) Nikon NASA F4 (1991) Nikon E2/E2S (1995) Nikon E2N/E2NS (1996) Nikon E3/E3S (1998) auf Basis der Nikon F5 : Kodak DCS620 / DCS660 / DCS620X / DCS760 / DCS720X (1999–2001) | Nikon SVC (Prototyp; 1986) Nikon QV-1000C (1988) Nikon NASA F4 (1991) Nikon E2/E2S (1995) Nikon E2N/E2NS (1996) Nikon E3/E3S (1998) auf Basis der Nikon F5 : Kodak DCS620 / DCS660 / DCS620X / DCS760 / DCS720X (1999–2001) | Nikon SVC (Prototyp; 1986) Nikon QV-1000C (1988) Nikon NASA F4 (1991) Nikon E2/E2S (1995) Nikon E2N/E2NS (1996) Nikon E3/E3S (1998) auf Basis der Nikon F5 : Kodak DCS620 / DCS660 / DCS620X / DCS760 / DCS720X (1999–2001) | Nikon SVC (Prototyp; 1986) Nikon QV-1000C (1988) Nikon NASA F4 (1991) Nikon E2/E2S (1995) Nikon E2N/E2NS (1996) Nikon E3/E3S (1998) auf Basis der Nikon F5 : Kodak DCS620 / DCS660 / DCS620X / DCS760 / DCS720X (1999–2001) | Nikon SVC (Prototyp; 1986) Nikon QV-1000C (1988) Nikon NASA F4 (1991) Nikon E2/E2S (1995) Nikon E2N/E2NS (1996) Nikon E3/E3S (1998) auf Basis der Nikon F5 : Kodak DCS620 / DCS660 / DCS620X / DCS760 / DCS720X (1999–2001) | Nikon SVC (Prototyp; 1986) Nikon QV-1000C (1988) Nikon NASA F4 (1991) Nikon E2/E2S (1995) Nikon E2N/E2NS (1996) Nikon E3/E3S (1998) auf Basis der Nikon F5 : Kodak DCS620 / DCS660 / DCS620X / DCS760 / DCS720X (1999–2001) | Nikon SVC (Prototyp; 1986) Nikon QV-1000C (1988) Nikon NASA F4 (1991) Nikon E2/E2S (1995) Nikon E2N/E2NS (1996) Nikon E3/E3S (1998) auf Basis der Nikon F5 : Kodak DCS620 / DCS660 / DCS620X / DCS760 / DCS720X (1999–2001) | Nikon SVC (Prototyp; 1986) Nikon QV-1000C (1988) Nikon NASA F4 (1991) Nikon E2/E2S (1995) Nikon E2N/E2NS (1996) Nikon E3/E3S (1998) auf Basis der Nikon F5 : Kodak DCS620 / DCS660 / DCS620X / DCS760 / DCS720X (1999–2001) | Nikon SVC (Prototyp; 1986) Nikon QV-1000C (1988) Nikon NASA F4 (1991) Nikon E2/E2S (1995) Nikon E2N/E2NS (1996) Nikon E3/E3S (1998) auf Basis der Nikon F5 : Kodak DCS620 / DCS660 / DCS620X / DCS760 / DCS720X (1999–2001) | Nikon SVC (Prototyp; 1986) Nikon QV-1000C (1988) Nikon NASA F4 (1991) Nikon E2/E2S (1995) Nikon E2N/E2NS (1996) Nikon E3/E3S (1998) auf Basis der Nikon F5 : Kodak DCS620 / DCS660 / DCS620X / DCS760 / DCS720X (1999–2001) | Nikon SVC (Prototyp; 1986) Nikon QV-1000C (1988) Nikon NASA F4 (1991) Nikon E2/E2S (1995) Nikon E2N/E2NS (1996) Nikon E3/E3S (1998) auf Basis der Nikon F5 : Kodak DCS620 / DCS660 / DCS620X / DCS760 / DCS720X (1999–2001) | Nikon SVC (Prototyp; 1986) Nikon QV-1000C (1988) Nikon NASA F4 (1991) Nikon E2/E2S (1995) Nikon E2N/E2NS (1996) Nikon E3/E3S (1998) auf Basis der Nikon F5 : Kodak DCS620 / DCS660 / DCS620X / DCS760 / DCS720X (1999–2001) | Nikon SVC (Prototyp; 1986) Nikon QV-1000C (1988) Nikon NASA F4 (1991) Nikon E2/E2S (1995) Nikon E2N/E2NS (1996) Nikon E3/E3S (1998) auf Basis der Nikon F5 : Kodak DCS620 / DCS660 / DCS620X / DCS760 / DCS720X (1999–2001) | Nikon SVC (Prototyp; 1986) Nikon QV-1000C (1988) Nikon NASA F4 (1991) Nikon E2/E2S (1995) Nikon E2N/E2NS (1996) Nikon E3/E3S (1998) auf Basis der Nikon F5 : Kodak DCS620 / DCS660 / DCS620X / DCS760 / DCS720X (1999–2001) | Nikon SVC (Prototyp; 1986) Nikon QV-1000C (1988) Nikon NASA F4 (1991) Nikon E2/E2S (1995) Nikon E2N/E2NS (1996) Nikon E3/E3S (1998) auf Basis der Nikon F5 : Kodak DCS620 / DCS660 / DCS620X / DCS760 / DCS720X (1999–2001) | Nikon SVC (Prototyp; 1986) Nikon QV-1000C (1988) Nikon NASA F4 (1991) Nikon E2/E2S (1995) Nikon E2N/E2NS (1996) Nikon E3/E3S (1998) auf Basis der Nikon F5 : Kodak DCS620 / DCS660 / DCS620X / DCS760 / DCS720X (1999–2001) | Nikon SVC (Prototyp; 1986) Nikon QV-1000C (1988) Nikon NASA F4 (1991) Nikon E2/E2S (1995) Nikon E2N/E2NS (1996) Nikon E3/E3S (1998) auf Basis der Nikon F5 : Kodak DCS620 / DCS660 / DCS620X / DCS760 / DCS720X (1999–2001) | Nikon SVC (Prototyp; 1986) Nikon QV-1000C (1988) Nikon NASA F4 (1991) Nikon E2/E2S (1995) Nikon E2N/E2NS (1996) Nikon E3/E3S (1998) auf Basis der Nikon F5 : Kodak DCS620 / DCS660 / DCS620X / DCS760 / DCS720X (1999–2001) | Nikon SVC (Prototyp; 1986) Nikon QV-1000C (1988) Nikon NASA F4 (1991) Nikon E2/E2S (1995) Nikon E2N/E2NS (1996) Nikon E3/E3S (1998) auf Basis der Nikon F5 : Kodak DCS620 / DCS660 / DCS620X / DCS760 / DCS720X (1999–2001) | Nikon SVC (Prototyp; 1986) Nikon QV-1000C (1988) Nikon NASA F4 (1991) Nikon E2/E2S (1995) Nikon E2N/E2NS (1996) Nikon E3/E3S (1998) auf Basis der Nikon F5 : Kodak DCS620 / DCS660 / DCS620X / DCS760 / DCS720X (1999–2001) | Nikon SVC (Prototyp; 1986) Nikon QV-1000C (1988) Nikon NASA F4 (1991) Nikon E2/E2S (1995) Nikon E2N/E2NS (1996) Nikon E3/E3S (1998) auf Basis der Nikon F5 : Kodak DCS620 / DCS660 / DCS620X / DCS760 / DCS720X (1999–2001) | Nikon SVC (Prototyp; 1986) Nikon QV-1000C (1988) Nikon NASA F4 (1991) Nikon E2/E2S (1995) Nikon E2N/E2NS (1996) Nikon E3/E3S (1998) auf Basis der Nikon F5 : Kodak DCS620 / DCS660 / DCS620X / DCS760 / DCS720X (1999–2001) | Nikon SVC (Prototyp; 1986) Nikon QV-1000C (1988) Nikon NASA F4 (1991) Nikon E2/E2S (1995) Nikon E2N/E2NS (1996) Nikon E3/E3S (1998) auf Basis der Nikon F5 : Kodak DCS620 / DCS660 / DCS620X / DCS760 / DCS720X (1999–2001) | Nikon SVC (Prototyp; 1986) Nikon QV-1000C (1988) Nikon NASA F4 (1991) Nikon E2/E2S (1995) Nikon E2N/E2NS (1996) Nikon E3/E3S (1998) auf Basis der Nikon F5 : Kodak DCS620 / DCS660 / DCS620X / DCS760 / DCS720X (1999–2001) | Nikon SVC (Prototyp; 1986) Nikon QV-1000C (1988) Nikon NASA F4 (1991) Nikon E2/E2S (1995) Nikon E2N/E2NS (1996) Nikon E3/E3S (1998) auf Basis der Nikon F5 : Kodak DCS620 / DCS660 / DCS620X / DCS760 / DCS720X (1999–2001) | Nikon SVC (Prototyp; 1986) Nikon QV-1000C (1988) Nikon NASA F4 (1991) Nikon E2/E2S (1995) Nikon E2N/E2NS (1996) Nikon E3/E3S (1998) auf Basis der Nikon F5 : Kodak DCS620 / DCS660 / DCS620X / DCS760 / DCS720X (1999–2001) | Nikon SVC (Prototyp; 1986) Nikon QV-1000C (1988) Nikon NASA F4 (1991) Nikon E2/E2S (1995) Nikon E2N/E2NS (1996) Nikon E3/E3S (1998) auf Basis der Nikon F5 : Kodak DCS620 / DCS660 / DCS620X / DCS760 / DCS720X (1999–2001) | Nikon SVC (Prototyp; 1986) Nikon QV-1000C (1988) Nikon NASA F4 (1991) Nikon E2/E2S (1995) Nikon E2N/E2NS (1996) Nikon E3/E3S (1998) auf Basis der Nikon F5 : Kodak DCS620 / DCS660 / DCS620X / DCS760 / DCS720X (1999–2001) | Nikon SVC (Prototyp; 1986) Nikon QV-1000C (1988) Nikon NASA F4 (1991) Nikon E2/E2S (1995) Nikon E2N/E2NS (1996) Nikon E3/E3S (1998) auf Basis der Nikon F5 : Kodak DCS620 / DCS660 / DCS620X / DCS760 / DCS720X (1999–2001) | Nikon SVC (Prototyp; 1986) Nikon QV-1000C (1988) Nikon NASA F4 (1991) Nikon E2/E2S (1995) Nikon E2N/E2NS (1996) Nikon E3/E3S (1998) auf Basis der Nikon F5 : Kodak DCS620 / DCS660 / DCS620X / DCS760 / DCS720X (1999–2001) | Nikon SVC (Prototyp; 1986) Nikon QV-1000C (1988) Nikon NASA F4 (1991) Nikon E2/E2S (1995) Nikon E2N/E2NS (1996) Nikon E3/E3S (1998) auf Basis der Nikon F5 : Kodak DCS620 / DCS660 / DCS620X / DCS760 / DCS720X (1999–2001) | Nikon SVC (Prototyp; 1986) Nikon QV-1000C (1988) Nikon NASA F4 (1991) Nikon E2/E2S (1995) Nikon E2N/E2NS (1996) Nikon E3/E3S (1998) auf Basis der Nikon F5 : Kodak DCS620 / DCS660 / DCS620X / DCS760 / DCS720X (1999–2001) | Nikon SVC (Prototyp; 1986) Nikon QV-1000C (1988) Nikon NASA F4 (1991) Nikon E2/E2S (1995) Nikon E2N/E2NS (1996) Nikon E3/E3S (1998) auf Basis der Nikon F5 : Kodak DCS620 / DCS660 / DCS620X / DCS760 / DCS720X (1999–2001) | Nikon SVC (Prototyp; 1986) Nikon QV-1000C (1988) Nikon NASA F4 (1991) Nikon E2/E2S (1995) Nikon E2N/E2NS (1996) Nikon E3/E3S (1998) auf Basis der Nikon F5 : Kodak DCS620 / DCS660 / DCS620X / DCS760 / DCS720X (1999–2001) | Nikon SVC (Prototyp; 1986) Nikon QV-1000C (1988) Nikon NASA F4 (1991) Nikon E2/E2S (1995) Nikon E2N/E2NS (1996) Nikon E3/E3S (1998) auf Basis der Nikon F5 : Kodak DCS620 / DCS660 / DCS620X / DCS760 / DCS720X (1999–2001) | Nikon SVC (Prototyp; 1986) Nikon QV-1000C (1988) Nikon NASA F4 (1991) Nikon E2/E2S (1995) Nikon E2N/E2NS (1996) Nikon E3/E3S (1998) auf Basis der Nikon F5 : Kodak DCS620 / DCS660 / DCS620X / DCS760 / DCS720X (1999–2001) | Nikon SVC (Prototyp; 1986) Nikon QV-1000C (1988) Nikon NASA F4 (1991) Nikon E2/E2S (1995) Nikon E2N/E2NS (1996) Nikon E3/E3S (1998) auf Basis der Nikon F5 : Kodak DCS620 / DCS660 / DCS620X / DCS760 / DCS720X (1999–2001) | Nikon SVC (Prototyp; 1986) Nikon QV-1000C (1988) Nikon NASA F4 (1991) Nikon E2/E2S (1995) Nikon E2N/E2NS (1996) Nikon E3/E3S (1998) auf Basis der Nikon F5 : Kodak DCS620 / DCS660 / DCS620X / DCS760 / DCS720X (1999–2001) | Nikon SVC (Prototyp; 1986) Nikon QV-1000C (1988) Nikon NASA F4 (1991) Nikon E2/E2S (1995) Nikon E2N/E2NS (1996) Nikon E3/E3S (1998) auf Basis der Nikon F5 : Kodak DCS620 / DCS660 / DCS620X / DCS760 / DCS720X (1999–2001) | Nikon SVC (Prototyp; 1986) Nikon QV-1000C (1988) Nikon NASA F4 (1991) Nikon E2/E2S (1995) Nikon E2N/E2NS (1996) Nikon E3/E3S (1998) auf Basis der Nikon F5 : Kodak DCS620 / DCS660 / DCS620X / DCS760 / DCS720X (1999–2001) | Nikon SVC (Prototyp; 1986) Nikon QV-1000C (1988) Nikon NASA F4 (1991) Nikon E2/E2S (1995) Nikon E2N/E2NS (1996) Nikon E3/E3S (1998) auf Basis der Nikon F5 : Kodak DCS620 / DCS660 / DCS620X / DCS760 / DCS720X (1999–2001) | Nikon SVC (Prototyp; 1986) Nikon QV-1000C (1988) Nikon NASA F4 (1991) Nikon E2/E2S (1995) Nikon E2N/E2NS (1996) Nikon E3/E3S (1998) auf Basis der Nikon F5 : Kodak DCS620 / DCS660 / DCS620X / DCS760 / DCS720X (1999–2001) | Nikon SVC (Prototyp; 1986) Nikon QV-1000C (1988) Nikon NASA F4 (1991) Nikon E2/E2S (1995) Nikon E2N/E2NS (1996) Nikon E3/E3S (1998) auf Basis der Nikon F5 : Kodak DCS620 / DCS660 / DCS620X / DCS760 / DCS720X (1999–2001) | Nikon SVC (Prototyp; 1986) Nikon QV-1000C (1988) Nikon NASA F4 (1991) Nikon E2/E2S (1995) Nikon E2N/E2NS (1996) Nikon E3/E3S (1998) auf Basis der Nikon F5 : Kodak DCS620 / DCS660 / DCS620X / DCS760 / DCS720X (1999–2001) | Nikon SVC (Prototyp; 1986) Nikon QV-1000C (1988) Nikon NASA F4 (1991) Nikon E2/E2S (1995) Nikon E2N/E2NS (1996) Nikon E3/E3S (1998) auf Basis der Nikon F5 : Kodak DCS620 / DCS660 / DCS620X / DCS760 / DCS720X (1999–2001) | Nikon SVC (Prototyp; 1986) Nikon QV-1000C (1988) Nikon NASA F4 (1991) Nikon E2/E2S (1995) Nikon E2N/E2NS (1996) Nikon E3/E3S (1998) auf Basis der Nikon F5 : Kodak DCS620 / DCS660 / DCS620X / DCS760 / DCS720X (1999–2001) | Nikon SVC (Prototyp; 1986) Nikon QV-1000C (1988) Nikon NASA F4 (1991) Nikon E2/E2S (1995) Nikon E2N/E2NS (1996) Nikon E3/E3S (1998) auf Basis der Nikon F5 : Kodak DCS620 / DCS660 / DCS620X / DCS760 / DCS720X (1999–2001) | Nikon SVC (Prototyp; 1986) Nikon QV-1000C (1988) Nikon NASA F4 (1991) Nikon E2/E2S (1995) Nikon E2N/E2NS (1996) Nikon E3/E3S (1998) auf Basis der Nikon F5 : Kodak DCS620 / DCS660 / DCS620X / DCS760 / DCS720X (1999–2001) | Nikon SVC (Prototyp; 1986) Nikon QV-1000C (1988) Nikon NASA F4 (1991) Nikon E2/E2S (1995) Nikon E2N/E2NS (1996) Nikon E3/E3S (1998) auf Basis der Nikon F5 : Kodak DCS620 / DCS660 / DCS620X / DCS760 / DCS720X (1999–2001) | Nikon SVC (Prototyp; 1986) Nikon QV-1000C (1988) Nikon NASA F4 (1991) Nikon E2/E2S (1995) Nikon E2N/E2NS (1996) Nikon E3/E3S (1998) auf Basis der Nikon F5 : Kodak DCS620 / DCS660 / DCS620X / DCS760 / DCS720X (1999–2001) | Nikon SVC (Prototyp; 1986) Nikon QV-1000C (1988) Nikon NASA F4 (1991) Nikon E2/E2S (1995) Nikon E2N/E2NS (1996) Nikon E3/E3S (1998) auf Basis der Nikon F5 : Kodak DCS620 / DCS660 / DCS620X / DCS760 / DCS720X (1999–2001) | Nikon SVC (Prototyp; 1986) Nikon QV-1000C (1988) Nikon NASA F4 (1991) Nikon E2/E2S (1995) Nikon E2N/E2NS (1996) Nikon E3/E3S (1998) auf Basis der Nikon F5 : Kodak DCS620 / DCS660 / DCS620X / DCS760 / DCS720X (1999–2001) | Nikon SVC (Prototyp; 1986) Nikon QV-1000C (1988) Nikon NASA F4 (1991) Nikon E2/E2S (1995) Nikon E2N/E2NS (1996) Nikon E3/E3S (1998) auf Basis der Nikon F5 : Kodak DCS620 / DCS660 / DCS620X / DCS760 / DCS720X (1999–2001) | Nikon SVC (Prototyp; 1986) Nikon QV-1000C (1988) Nikon NASA F4 (1991) Nikon E2/E2S (1995) Nikon E2N/E2NS (1996) Nikon E3/E3S (1998) auf Basis der Nikon F5 : Kodak DCS620 / DCS660 / DCS620X / DCS760 / DCS720X (1999–2001) | Nikon SVC (Prototyp; 1986) Nikon QV-1000C (1988) Nikon NASA F4 (1991) Nikon E2/E2S (1995) Nikon E2N/E2NS (1996) Nikon E3/E3S (1998) auf Basis der Nikon F5 : Kodak DCS620 / DCS660 / DCS620X / DCS760 / DCS720X (1999–2001) | Nikon SVC (Prototyp; 1986) Nikon QV-1000C (1988) Nikon NASA F4 (1991) Nikon E2/E2S (1995) Nikon E2N/E2NS (1996) Nikon E3/E3S (1998) auf Basis der Nikon F5 : Kodak DCS620 / DCS660 / DCS620X / DCS760 / DCS720X (1999–2001) | Nikon SVC (Prototyp; 1986) Nikon QV-1000C (1988) Nikon NASA F4 (1991) Nikon E2/E2S (1995) Nikon E2N/E2NS (1996) Nikon E3/E3S (1998) auf Basis der Nikon F5 : Kodak DCS620 / DCS660 / DCS620X / DCS760 / DCS720X (1999–2001) | Nikon SVC (Prototyp; 1986) Nikon QV-1000C (1988) Nikon NASA F4 (1991) Nikon E2/E2S (1995) Nikon E2N/E2NS (1996) Nikon E3/E3S (1998) auf Basis der Nikon F5 : Kodak DCS620 / DCS660 / DCS620X / DCS760 / DCS720X (1999–2001) | Nikon SVC (Prototyp; 1986) Nikon QV-1000C (1988) Nikon NASA F4 (1991) Nikon E2/E2S (1995) Nikon E2N/E2NS (1996) Nikon E3/E3S (1998) auf Basis der Nikon F5 : Kodak DCS620 / DCS660 / DCS620X / DCS760 / DCS720X (1999–2001) | Nikon SVC (Prototyp; 1986) Nikon QV-1000C (1988) Nikon NASA F4 (1991) Nikon E2/E2S (1995) Nikon E2N/E2NS (1996) Nikon E3/E3S (1998) auf Basis der Nikon F5 : Kodak DCS620 / DCS660 / DCS620X / DCS760 / DCS720X (1999–2001) | Nikon SVC (Prototyp; 1986) Nikon QV-1000C (1988) Nikon NASA F4 (1991) Nikon E2/E2S (1995) Nikon E2N/E2NS (1996) Nikon E3/E3S (1998) auf Basis der Nikon F5 : Kodak DCS620 / DCS660 / DCS620X / DCS760 / DCS720X (1999–2001) | Nikon SVC (Prototyp; 1986) Nikon QV-1000C (1988) Nikon NASA F4 (1991) Nikon E2/E2S (1995) Nikon E2N/E2NS (1996) Nikon E3/E3S (1998) auf Basis der Nikon F5 : Kodak DCS620 / DCS660 / DCS620X / DCS760 / DCS720X (1999–2001) | Nikon SVC (Prototyp; 1986) Nikon QV-1000C (1988) Nikon NASA F4 (1991) Nikon E2/E2S (1995) Nikon E2N/E2NS (1996) Nikon E3/E3S (1998) auf Basis der Nikon F5 : Kodak DCS620 / DCS660 / DCS620X / DCS760 / DCS720X (1999–2001) | Nikon SVC (Prototyp; 1986) Nikon QV-1000C (1988) Nikon NASA F4 (1991) Nikon E2/E2S (1995) Nikon E2N/E2NS (1996) Nikon E3/E3S (1998) auf Basis der Nikon F5 : Kodak DCS620 / DCS660 / DCS620X / DCS760 / DCS720X (1999–2001) | Nikon SVC (Prototyp; 1986) Nikon QV-1000C (1988) Nikon NASA F4 (1991) Nikon E2/E2S (1995) Nikon E2N/E2NS (1996) Nikon E3/E3S (1998) auf Basis der Nikon F5 : Kodak DCS620 / DCS660 / DCS620X / DCS760 / DCS720X (1999–2001) | Nikon SVC (Prototyp; 1986) Nikon QV-1000C (1988) Nikon NASA F4 (1991) Nikon E2/E2S (1995) Nikon E2N/E2NS (1996) Nikon E3/E3S (1998) auf Basis der Nikon F5 : Kodak DCS620 / DCS660 / DCS620X / DCS760 / DCS720X (1999–2001) | Nikon SVC (Prototyp; 1986) Nikon QV-1000C (1988) Nikon NASA F4 (1991) Nikon E2/E2S (1995) Nikon E2N/E2NS (1996) Nikon E3/E3S (1998) auf Basis der Nikon F5 : Kodak DCS620 / DCS660 / DCS620X / DCS760 / DCS720X (1999–2001) | Nikon SVC (Prototyp; 1986) Nikon QV-1000C (1988) Nikon NASA F4 (1991) Nikon E2/E2S (1995) Nikon E2N/E2NS (1996) Nikon E3/E3S (1998) auf Basis der Nikon F5 : Kodak DCS620 / DCS660 / DCS620X / DCS760 / DCS720X (1999–2001) | Nikon SVC (Prototyp; 1986) Nikon QV-1000C (1988) Nikon NASA F4 (1991) Nikon E2/E2S (1995) Nikon E2N/E2NS (1996) Nikon E3/E3S (1998) auf Basis der Nikon F5 : Kodak DCS620 / DCS660 / DCS620X / DCS760 / DCS720X (1999–2001) | Nikon SVC (Prototyp; 1986) Nikon QV-1000C (1988) Nikon NASA F4 (1991) Nikon E2/E2S (1995) Nikon E2N/E2NS (1996) Nikon E3/E3S (1998) auf Basis der Nikon F5 : Kodak DCS620 / DCS660 / DCS620X / DCS760 / DCS720X (1999–2001) | Nikon SVC (Prototyp; 1986) Nikon QV-1000C (1988) Nikon NASA F4 (1991) Nikon E2/E2S (1995) Nikon E2N/E2NS (1996) Nikon E3/E3S (1998) auf Basis der Nikon F5 : Kodak DCS620 / DCS660 / DCS620X / DCS760 / DCS720X (1999–2001) | Nikon SVC (Prototyp; 1986) Nikon QV-1000C (1988) Nikon NASA F4 (1991) Nikon E2/E2S (1995) Nikon E2N/E2NS (1996) Nikon E3/E3S (1998) auf Basis der Nikon F5 : Kodak DCS620 / DCS660 / DCS620X / DCS760 / DCS720X (1999–2001) | Nikon SVC (Prototyp; 1986) Nikon QV-1000C (1988) Nikon NASA F4 (1991) Nikon E2/E2S (1995) Nikon E2N/E2NS (1996) Nikon E3/E3S (1998) auf Basis der Nikon F5 : Kodak DCS620 / DCS660 / DCS620X / DCS760 / DCS720X (1999–2001) | Nikon SVC (Prototyp; 1986) Nikon QV-1000C (1988) Nikon NASA F4 (1991) Nikon E2/E2S (1995) Nikon E2N/E2NS (1996) Nikon E3/E3S (1998) auf Basis der Nikon F5 : Kodak DCS620 / DCS660 / DCS620X / DCS760 / DCS720X (1999–2001) | Nikon SVC (Prototyp; 1986) Nikon QV-1000C (1988) Nikon NASA F4 (1991) Nikon E2/E2S (1995) Nikon E2N/E2NS (1996) Nikon E3/E3S (1998) auf Basis der Nikon F5 : Kodak DCS620 / DCS660 / DCS620X / DCS760 / DCS720X (1999–2001) | Nikon SVC (Prototyp; 1986) Nikon QV-1000C (1988) Nikon NASA F4 (1991) Nikon E2/E2S (1995) Nikon E2N/E2NS (1996) Nikon E3/E3S (1998) auf Basis der Nikon F5 : Kodak DCS620 / DCS660 / DCS620X / DCS760 / DCS720X (1999–2001) | Nikon SVC (Prototyp; 1986) Nikon QV-1000C (1988) Nikon NASA F4 (1991) Nikon E2/E2S (1995) Nikon E2N/E2NS (1996) Nikon E3/E3S (1998) auf Basis der Nikon F5 : Kodak DCS620 / DCS660 / DCS620X / DCS760 / DCS720X (1999–2001) | Nikon SVC (Prototyp; 1986) Nikon QV-1000C (1988) Nikon NASA F4 (1991) Nikon E2/E2S (1995) Nikon E2N/E2NS (1996) Nikon E3/E3S (1998) auf Basis der Nikon F5 : Kodak DCS620 / DCS660 / DCS620X / DCS760 / DCS720X (1999–2001) | Nikon SVC (Prototyp; 1986) Nikon QV-1000C (1988) Nikon NASA F4 (1991) Nikon E2/E2S (1995) Nikon E2N/E2NS (1996) Nikon E3/E3S (1998) auf Basis der Nikon F5 : Kodak DCS620 / DCS660 / DCS620X / DCS760 / DCS720X (1999–2001) | Nikon SVC (Prototyp; 1986) Nikon QV-1000C (1988) Nikon NASA F4 (1991) Nikon E2/E2S (1995) Nikon E2N/E2NS (1996) Nikon E3/E3S (1998) auf Basis der Nikon F5 : Kodak DCS620 / DCS660 / DCS620X / DCS760 / DCS720X (1999–2001) | Nikon SVC (Prototyp; 1986) Nikon QV-1000C (1988) Nikon NASA F4 (1991) Nikon E2/E2S (1995) Nikon E2N/E2NS (1996) Nikon E3/E3S (1998) auf Basis der Nikon F5 : Kodak DCS620 / DCS660 / DCS620X / DCS760 / DCS720X (1999–2001) | Nikon SVC (Prototyp; 1986) Nikon QV-1000C (1988) Nikon NASA F4 (1991) Nikon E2/E2S (1995) Nikon E2N/E2NS (1996) Nikon E3/E3S (1998) auf Basis der Nikon F5 : Kodak DCS620 / DCS660 / DCS620X / DCS760 / DCS720X (1999–2001) | Nikon SVC (Prototyp; 1986) Nikon QV-1000C (1988) Nikon NASA F4 (1991) Nikon E2/E2S (1995) Nikon E2N/E2NS (1996) Nikon E3/E3S (1998) auf Basis der Nikon F5 : Kodak DCS620 / DCS660 / DCS620X / DCS760 / DCS720X (1999–2001) | Nikon SVC (Prototyp; 1986) Nikon QV-1000C (1988) Nikon NASA F4 (1991) Nikon E2/E2S (1995) Nikon E2N/E2NS (1996) Nikon E3/E3S (1998) auf Basis der Nikon F5 : Kodak DCS620 / DCS660 / DCS620X / DCS760 / DCS720X (1999–2001) | Nikon SVC (Prototyp; 1986) Nikon QV-1000C (1988) Nikon NASA F4 (1991) Nikon E2/E2S (1995) Nikon E2N/E2NS (1996) Nikon E3/E3S (1998) auf Basis der Nikon F5 : Kodak DCS620 / DCS660 / DCS620X / DCS760 / DCS720X (1999–2001) | Nikon SVC (Prototyp; 1986) Nikon QV-1000C (1988) Nikon NASA F4 (1991) Nikon E2/E2S (1995) Nikon E2N/E2NS (1996) Nikon E3/E3S (1998) auf Basis der Nikon F5 : Kodak DCS620 / DCS660 / DCS620X / DCS760 / DCS720X (1999–2001) | Nikon SVC (Prototyp; 1986) Nikon QV-1000C (1988) Nikon NASA F4 (1991) Nikon E2/E2S (1995) Nikon E2N/E2NS (1996) Nikon E3/E3S (1998) auf Basis der Nikon F5 : Kodak DCS620 / DCS660 / DCS620X / DCS760 / DCS720X (1999–2001) | Nikon SVC (Prototyp; 1986) Nikon QV-1000C (1988) Nikon NASA F4 (1991) Nikon E2/E2S (1995) Nikon E2N/E2NS (1996) Nikon E3/E3S (1998) auf Basis der Nikon F5 : Kodak DCS620 / DCS660 / DCS620X / DCS760 / DCS720X (1999–2001) | Nikon SVC (Prototyp; 1986) Nikon QV-1000C (1988) Nikon NASA F4 (1991) Nikon E2/E2S (1995) Nikon E2N/E2NS (1996) Nikon E3/E3S (1998) auf Basis der Nikon F5 : Kodak DCS620 / DCS660 / DCS620X / DCS760 / DCS720X (1999–2001) | Nikon SVC (Prototyp; 1986) Nikon QV-1000C (1988) Nikon NASA F4 (1991) Nikon E2/E2S (1995) Nikon E2N/E2NS (1996) Nikon E3/E3S (1998) auf Basis der Nikon F5 : Kodak DCS620 / DCS660 / DCS620X / DCS760 / DCS720X (1999–2001) | Nikon SVC (Prototyp; 1986) Nikon QV-1000C (1988) Nikon NASA F4 (1991) Nikon E2/E2S (1995) Nikon E2N/E2NS (1996) Nikon E3/E3S (1998) auf Basis der Nikon F5 : Kodak DCS620 / DCS660 / DCS620X / DCS760 / DCS720X (1999–2001) | Nikon SVC (Prototyp; 1986) Nikon QV-1000C (1988) Nikon NASA F4 (1991) Nikon E2/E2S (1995) Nikon E2N/E2NS (1996) Nikon E3/E3S (1998) auf Basis der Nikon F5 : Kodak DCS620 / DCS660 / DCS620X / DCS760 / DCS720X (1999–2001) | Nikon SVC (Prototyp; 1986) Nikon QV-1000C (1988) Nikon NASA F4 (1991) Nikon E2/E2S (1995) Nikon E2N/E2NS (1996) Nikon E3/E3S (1998) auf Basis der Nikon F5 : Kodak DCS620 / DCS660 / DCS620X / DCS760 / DCS720X (1999–2001) | Nikon SVC (Prototyp; 1986) Nikon QV-1000C (1988) Nikon NASA F4 (1991) Nikon E2/E2S (1995) Nikon E2N/E2NS (1996) Nikon E3/E3S (1998) auf Basis der Nikon F5 : Kodak DCS620 / DCS660 / DCS620X / DCS760 / DCS720X (1999–2001) | Nikon SVC (Prototyp; 1986) Nikon QV-1000C (1988) Nikon NASA F4 (1991) Nikon E2/E2S (1995) Nikon E2N/E2NS (1996) Nikon E3/E3S (1998) auf Basis der Nikon F5 : Kodak DCS620 / DCS660 / DCS620X / DCS760 / DCS720X (1999–2001) |

- FX-Format (Vollformat)
- Ohne AF-Motor (Benötigt Objektive mit integriertem Motor, wenn Autofokus genutzt werden soll.)
- HD video
- Video-AF
- Unkomprimiertes Video
- Touchscreen (kursiv)